# サングブランド
サングブランドまたはタングブランド（古ノルド語: Þangbrandr）は、ノルウェーのオーラーヴ・トリュッグヴァソン王によって、アイスランドの住民をキリスト教に改宗させるべくその地に派遣された宣教師である。
『オーラヴ・トリュッグヴァソン王のサガ』第80章によると、サングブランドはオーラーヴ王の館にいたサクソン人の聖職者で、激しやすく手に負えない男でたいへんな殺人者であったが、優れた学者、賢い男であったという。

## 素性
サングブランドの素姓は不明である。いくつかの情報源によると、このこと以外では知られていないザクセン公国またはブレーメン主教管区(en)の伯爵、ヴィルバルドゥース(Vilbaldus)の息子であった。しかし彼はフランドル人であるとも言われている。彼は、ブレーメンの司教に属する聖職者であったかもしれない。とはいえ、可能性としては、彼の名前はドイツ語起源のようであり、古高ドイツ語のDankbrantが語源とも考えられる。

## オーラーヴとの出会い
ブレーメンの司教がカンタベリーの司教によってイングランドに招待された。サングブランドは彼と出かけた。イングランドで彼は、磔にされたキリストを描画した盾を提供された。彼らがザクセン公国に帰るとオーラーヴがそこにいた。彼はサングブランドの盾を見たが、それは彼を非常に喜ばせるものだった。聖職者は彼に盾を譲った。すると王は、彼が必要とする場合には助けたり保護したりすると約束した。

## ノルウェーでの布教
皇帝の部下の一人と女性を争って戦い、彼を殺した後に、サングブランドはその土地から去らざるを得なくなった。彼はイングランドでオーラーヴと合流した。オーラーヴは彼の礼拝にサングブランドを必要とした。オーラーヴがノルウェーに戻ったとき、サングブランドはホルダランにおいて人々に洗礼を施すことを任されて止め置かれた。しかしサングブランドはすぐに資金難に陥り、まだ異教徒であった人々から略奪し始めた。

## アイスランドでの布教
略奪行為の罰として、オーラーヴはサングブランドをアイスランドに派遣した。そこでは、ソルヴァルド・コズラーンスソン（またはトルワルド。Þorvaldr Kodránsson）とステヴニル・ソルギルスソン（またはステヴン。Stefnir Þórgilsson）による布教が失敗していた。しかしサングブランドは人々の興味をひく説教に長けていた。
サングブランドの布教は997年に始まった。彼はアイスランドに着いても島民から拒絶され、東地区の有力者であったゴジ、シーザのハッル(Síðu-Hallr Þorsteinsson)からようやく住居や食料の援助を得られた。ハッルはサングブランドがあげたミカエルのミサに参加し、サングブランドからキリスト教の信仰の話を聴き、ついに家族と共に洗礼を受けた。その後サングブランドは国中を移動し、そして、他の数人の有力なアイスランド人が、洗礼を受けるか、少なくとも洗礼の準備段階（prima signatio)を受けることに同意した。しかしサングブランドには支持者よりも多くの敵がいた。彼が直面した難事は、とりわけ『ニャールのサガ』の中で「多分誇張があろうが、生き生きと」した表現で説明される。サングブランドは盾よりむしろ十字架を携帯していたにもかかわらず、ソルケル(Þorkell)に決闘を挑まれたがこれを打ち負かした。彼の敵の何人かは、彼を追い払うために魔法使いに金を払った。魔法使いは犠牲を執り行い、そして地面がサングブランドの足下で裂けた。彼の馬は飲み込まれたが彼は逃げのびた。サングブランドは、彼に関して中傷的な詩句(Nīþ)を書いたスカルド詩人のヴェトルリジ(Vetrliði Sumarliðason)を殺した。彼はまた、彼を殺害するために一団を集めていたもう一人のスカルド詩人、ソルヴァルド(Þorvaldr veili)を殺した。
詩人レヴ(Hofgarða-Refr)の母、女性詩人ステインヴォル（ステイヌンとも。Steinunn）も彼の敵対者であった。彼女はトールを称える詩をつくり、サングブランドの船をトールが沈めたときにキリストが助けることができなかったと謡った。そしてトールがキリストに決闘を挑んだときもキリストは戦わなかったと論破した。
サングブランドはそれからベルセルクのオートリュグに自分が潔めた火を渡るよう持ちかけた。異教徒が潔めた火を渡ったオートリュグはサングブランドの火を渡ることができなかった。サングブランドらはオートリュグを殺害した。その後サングブランドはアイスランドを去った。
アイスランドで2年過ごした後、サングブランドはノルウェーに戻り、彼が失敗したことを王に話した。
『オーラヴ・トリュッグヴァソン王のサガ』第91章の伝えるところでは、アイスランド人がサングブランドに関する風刺詩をつくり、さらに、何人かは彼を殺そうとさえし、そしてその国をキリスト教徒にする見込みはほとんどない、と語ったという。

オーラーヴがこのことを知ると激高し、その時にニダロスの町にいた異教徒であるアイスランド人すべてを捕らえ、傷つけるか殺すと脅迫した。しかし、サングブランドによって改宗していた〈白い〉ギツール(Gissur hvíti Teitsson)とヒャルティ・スケッギャソンは脅迫の対象ではなく、王と話した。彼らは、サングブランドが暴力や殺人を続けたために失敗したと説明した。そして彼らはアイスランドでキリスト信仰について説き伏せると約束した。アイスランドの改宗は、結局次のアルシングにおいて決定された。（999年または1000年。）

## 関連図書
史料
- 『ニャールのサガ（英語版）』
- アリ・ソルギルスソン『アイスランド人の書』
- 『キリスト教徒のサガ（アイスランド語版）』
- 『植民の書』
- 『ラックス谷の人々のサガ（英語版）』
- 『オーラーヴ・トリュッグヴァソン王の大サガ』

書籍
- Byock, Jesse L. Viking Age Iceland. London: Penguin books, 2001. ISBN 0140291156.
- Laing, Samuel (trans.). Anderson, Rasmus B. (revision and notes). Snorre Sturlason: The Heimskringla: A History of the Norse Kings. London: Norrœna Society, 1906.
- McDougall, David and Ian (trans. and notes). Foote, Peter (intro.). 1998. Theodoricus monachus: Historia de antiquitate regum Norwagiensium. An Account of the Ancient History of the Norwegian Kings. London: Viking Society for Northern Research. ISBN 0903521407.